# Flashpaper
Flashpaper är ett datorprogram som omvandlar PDF-filer till Flash-filer. Programmet utvecklas och distribueras av Adobe Systems och syns i datorn som en virtuell skrivare. Genom att ett dokument skrivs ut till den virtuella skrivaren så skapas en färdig Flash-fil.
Programmet utvecklades från början av företaget Blue Pacific Software under namnet "Flash printer" men köptes upp av Macromedia under 2003. I december 2005 förvärvades Macromedia och större delen av dess produktportfölj av Adobe Systems. Hösten 2008 meddelade Adobe att de ämnade lägga ner utvecklingen av Flashpaper.